# Ewangelicki Dom Modlitwy w Bąkowie
Ewangelicki Dom Modlitwy w Bąkowie – kaplica ewangelicko-augsburska w Bąkowie, w województwie śląskim, w Polsce. Należy do parafii ewangelicko-augsburskiej w Drogomyślu.

## Historia
Pierwsze zajęcia szkółki niedzielnej w Bąkowie miały miejsce 1954 r. w prywatnym mieszkaniu. W latach 1960–1976 przeniesiono je do budynku starego dworu, później lekcje religii i szkółka niedzielna zaczęły się na powrót odbywać w domach prywatnych. W późniejszym czasie po raz kolejny korzystano z dworu, do czasu wznowienia lekcji religii w miejscowej szkole podstawowej. 
Od 1994 r. szkółki niedzielne i godziny biblijne prowadzono w nowo powstałym domu prywatnym. Na spotkaniach Rady Parafialnej i godziny biblijnej zrodziła się idea powstania kaplicy. Działkę pod budowę zakupiono w styczniu 1998, a prace rozpoczęto 25 marca 2000 roku.
Kamień węgielny pod budowę kaplicy został wmurowany i poświęcony przez księdza biskupa Pawła Anweilera 3 czerwca 2000 r. Prace prowadzone były przez cztery lata, a 13 czerwca 2004 r. odbyła się uroczystość poświęcenia Ewangelickiego Domu Modlitwy.